# CpG mesto
CpG mesta ili CG mesta su regioni DNK u kojima se nukleotid citozin javlja pored guanina u linearnoj sekvenci baza. CpG je skraćena notacija za "—C—fosfat—G—", ili, citozin i guanin razdvojeni jednim fosfatom. CpG notacija se koristi da bi se pravila razlika između linearne sekvence i CG baznog para citozina i guanina.
Citozini u CpG dinukleotidima mogu da budu metilisani čime se formira 5-metilcitozin. Kod sisara, metilacija citozina unutar gena može da isključi gen. Ovaj mehanizam je deo većeg naučnog polja koje studra regulaciju gena pod nazivom epigenetika. Enzimi koji dodaju metil grupu se nazivaju DNK metiltransferaze.
Kod sisara, 70% do 80% CpG citozina je metilisano.
Nemetilisana CpG mesta se mogu detektovati pomoću TLR9 na plazmocitoidnim dendritskim i B ćelijama ljudi. To se koristi za detektovanje intraćelijske viralne, fungalne, i bakterijske patogene DNK.
CpG ostrva (ili blokovi) su mesta na DNK molekulu karakteristična za vrlo aktivna mesta na molekulu (tj. česte transkripcije). "p" oznaka predstavlja fosfodiestarsku vezu između C (citozina) i G (guanina) i ukazuje da se radi o nukleotidima u istom polinukleotidnom lancu.